# فرودگاه منطقه‌ای ماونت پلزنت (آیوا)
فرودگاه منطقه‌ای ماونت پلزنت (آیوا) (به انگلیسی: Mount Pleasant Municipal Airport (Iowa)) یک فرودگاه همگانی بهره‌برداری هوایی با کد یاتا MPZ است که یک باند فرود آسفالت دارد و طول باند آن ۱۲۲۰ متر است. این فرودگاه در کشور ایالات متحده آمریکا قرار دارد و در ارتفاع ۲۲۳ متری از سطح دریا واقع شده‌است.